# 春は横顔
「春は横顔」（はるはよこがお）は、1981年2月5日発売の大塚博堂のシングルである。同年2月21日発売のアルバム『感傷』に収録された。博堂が生前に出した最後のシングルである。

## タイアップ
- 1981年マックスファクター春のキャンペーンソング。

## エピソード
- 作詞家・阿久悠からもらった詩に、どんなメロディをつけるか試行錯誤した末に出来た曲である。

## 収録曲
（全作詞：阿久悠　作曲：大塚博堂　編曲：チト河内）
1. 春は横顔
2. たそがれ